# Wald südöstlich Nentershausen
Der Wald südöstlich Nentershausen erstreckt sich über einen durch Kuppen und Senken gegliederten Höhenzug des Richelsdorfer Gebirges im hessischen Landkreis Hersfeld-Rotenburg. Die Wälder setzen sich aus Arten zusammen, die den Biotoptypen des Hainsimsen-Buchenwalds und Waldmeister-Buchenwalds zugeordnet werden. Sie sind der Lebensraum von Großem Mausohr und Bechsteinfledermaus, die die Wälder als Jagdhabitate und die aufgelassenen Schächte und Stollen in der ehemaligen Bergbauregion als Winterquartiere nutzen. Wegen dieser stark gefährdeten Fledermausarten und seiner naturschutzfachlichen Bedeutung wurde das Waldgebiet als ein Fauna-Flora-Habitat(FFH)-Gebiet in das europaweite Schutzgebietssystem Natura 2000 integriert.

## Lage
Das Fauna-Flora-Habitat-Gebiet befindet sich in der Gemarkung von Nentershausen, einer Gemeinde im Landkreis Hersfeld-Rotenburg im nordöstlichen Hessen. Es gehört zum südlichen Teil des „Geo-Naturparks Frau-Holle-Land“. Der tiefste Punkt des geschützten Bereichs liegt mit 305 Metern am südöstlichen Ortsrand von Nentershausen, der höchste auf dem Herzberg. Mit seinen 478 Metern ist er die größte Erhebung im Richelsdorfer Gebirge, das kein Mittelgebirge im eigentlichen Sinne ist, sondern der Name einer durch Bergbau geprägten Kulturlandschaft. Es ist eines der ältesten Bergbaugebiete Deutschlands.
Nach der naturräumlichen Gliederung Deutschlands des Instituts für Landeskunde Bad Godesberg wird der Bereich des Natura 2000-Gebiets dem Solztrottenwald (357.21) zugeordnet, der westlich in das Ibaer Hügelland (357.30) und nördlich in das Sontraer Land (357.31) übergeht. Sie sind Teileinheiten des Fulda-Werra-Berglands (357) in der Haupteinheitengruppe des Osthessischen Berglands.

## Bergbau
Eines der prägenden Merkmale der Region sind Relikte, die von bergbaulichen Aktivitäten zeugen, die mit dem Abbau von Kupfererzen in frühgeschichtlicher Zeit begannen und sich nicht durch große Kontinuität auszeichneten. Unterbrechungen und Stagnationen gehören zu der Geschichte, die sich vom privaten Bergbau mit landesherrschaftlicher Konzession, über den fiskalischen Bergbau, zum modernen privatwirtschaftlich betriebenen Bergbau entwickelte. Im Bereich des FFH-Gebiets begann der Abbau im 15. Jahrhundert und wurde in den 1950er Jahren eingestellt. Einige Überbleibsel finden sich besonders am Südrand. Sie sind, wie die ehemaligen Gruben des „Bauhäuser Reviers“, aus denen Kupferschiefer und Kobalt gefördert wurden und wie die Schwerspatschächte des „Hohesüßer Reviers“, inzwischen unzugänglich. Viele der Stollen sind verbrochen, ihre Mundlöcher zugewachsen und nicht mehr zu sehen. Die Schächte sind teilweise verfüllt und dienen heute Fledermäusen als Winterquartier. Teile der vorhandenen Schachthalden wurde für den Wegebau genutzt.

## FFH-Lebensraumtypen
In dem vollständig bewaldeten Schutzgebiet, das nach forstlichen Vorschriften bewirtschaftet wird, sind die FFH-relevanten Lebensraumtypen (LRT) Hainsimsen-Buchenwald (LRT 9110) und Waldmeister-Buchenwald (LRT 9130).
- Hainsimsen-Buchenwald

Knapp zwanzig Prozent des Gebiets werden von Hainsimsen-Buchenwäldern bedeckt, die besonders am südlichen Ortsrand von Nentershausen auf den basenarmen Sandsteinen des Rotliegenden vorkommen. Namensgebend für diesen Lebensraum ist die Weißliche Hainsimse, deren von Blütezeit von Juni bis Juli reicht. Die Rotbuche ist die dominierende Baumart in der Baum- und Strauchschicht. Auf wechselfeuchten Standorten besitzen Eichen einen etwas höheren Anteil. Nadelhölzer wie Kiefer und Fichte kommen nur selten vor. Die spärliche Krautschicht bilden die charakteristischen Pflanzenarten dieses Waldtyps: Weißliche Hainsimse, Drahtschmiele, Heidelbeere, Waldsauerklee, Großes Katharinenmoos und Schönes Frauenhaarmoos. Nach dem Gutachten zum FFH-Gebiet, das in der Zeit vom Oktober 2009 bis Dezember 2010 entstand, sind die Hainsimsen-Buchenwälder allesamt recht jung und setzen sich aus strukturarmen Buchenstangenhölzern und Dickungen zusammen. Nur im nordöstlichen Bereich, am Rande des Hersfelder Grundes kommen alte hallenwaldartige Bestände vor.
- Waldmeister-Buchenwald

Waldmeister-Buchenwälder wachsen auf einer Fläche von knapp sechzig Prozent des FFH-Gebiets und sind besonders auf den Zechsteinkuppen im zentralen Teil und am Südrand verbreitet. Von ihnen wird der überwiegende Teil als gut bewertet. Nur einige jüngere Bestände und Wälder mit höherem Nadelholzanteil besitzen nach den Kriterien von Hessen-Forst einen mittleren bis schlechten Erhaltungszustand. In der Krautschicht sind Waldmeister, Waldgerste, Flatter- und Perlgras die häufigsten Arten. In diesem Lebensraumtyp finden sich auch Bestände, die neben der beherrschenden Hauptbaumart Buche mit Hainbuche, Eiche, Ahorn und Ulme angereichert sind.

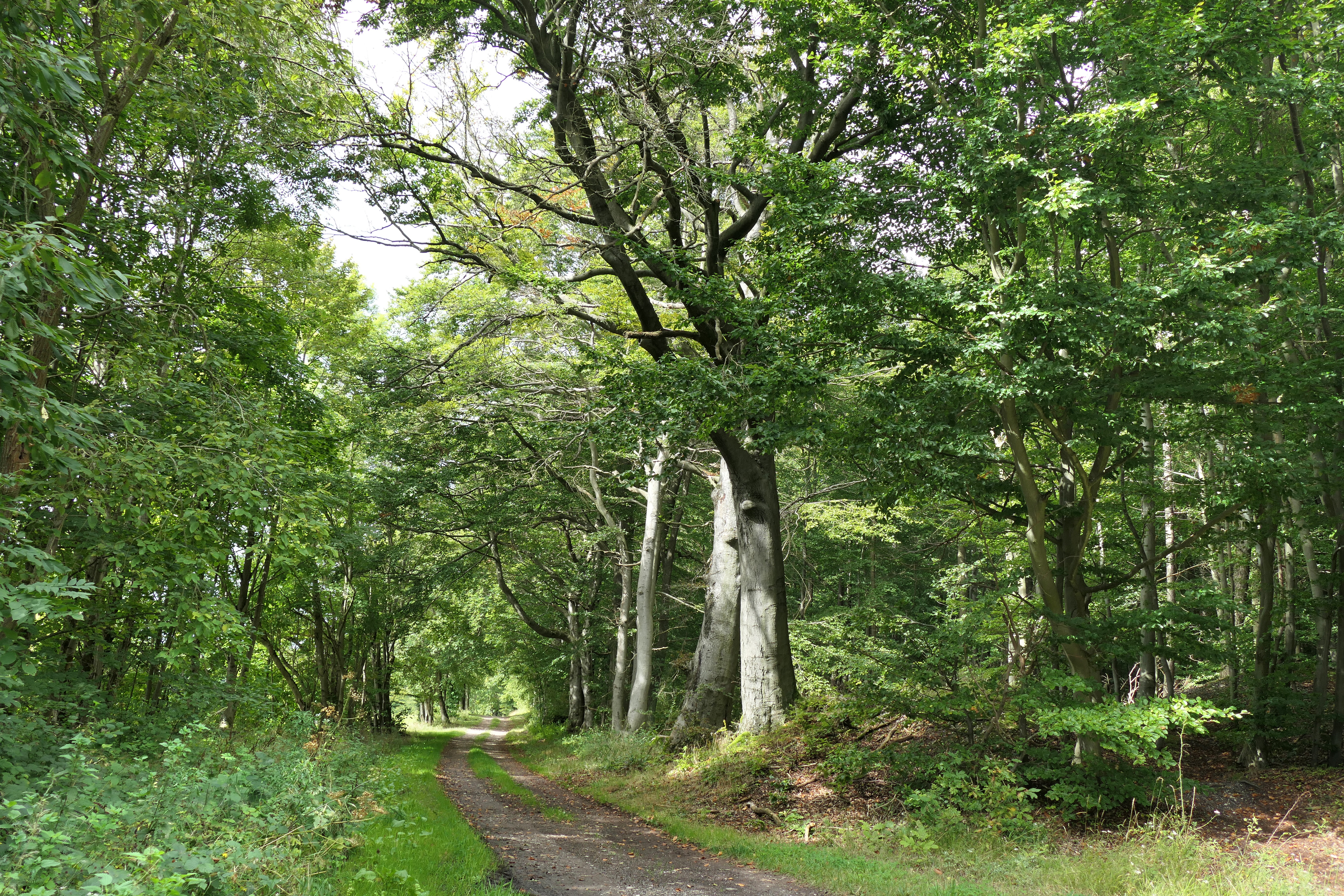
Waldweg auf der „Hohen Süß“
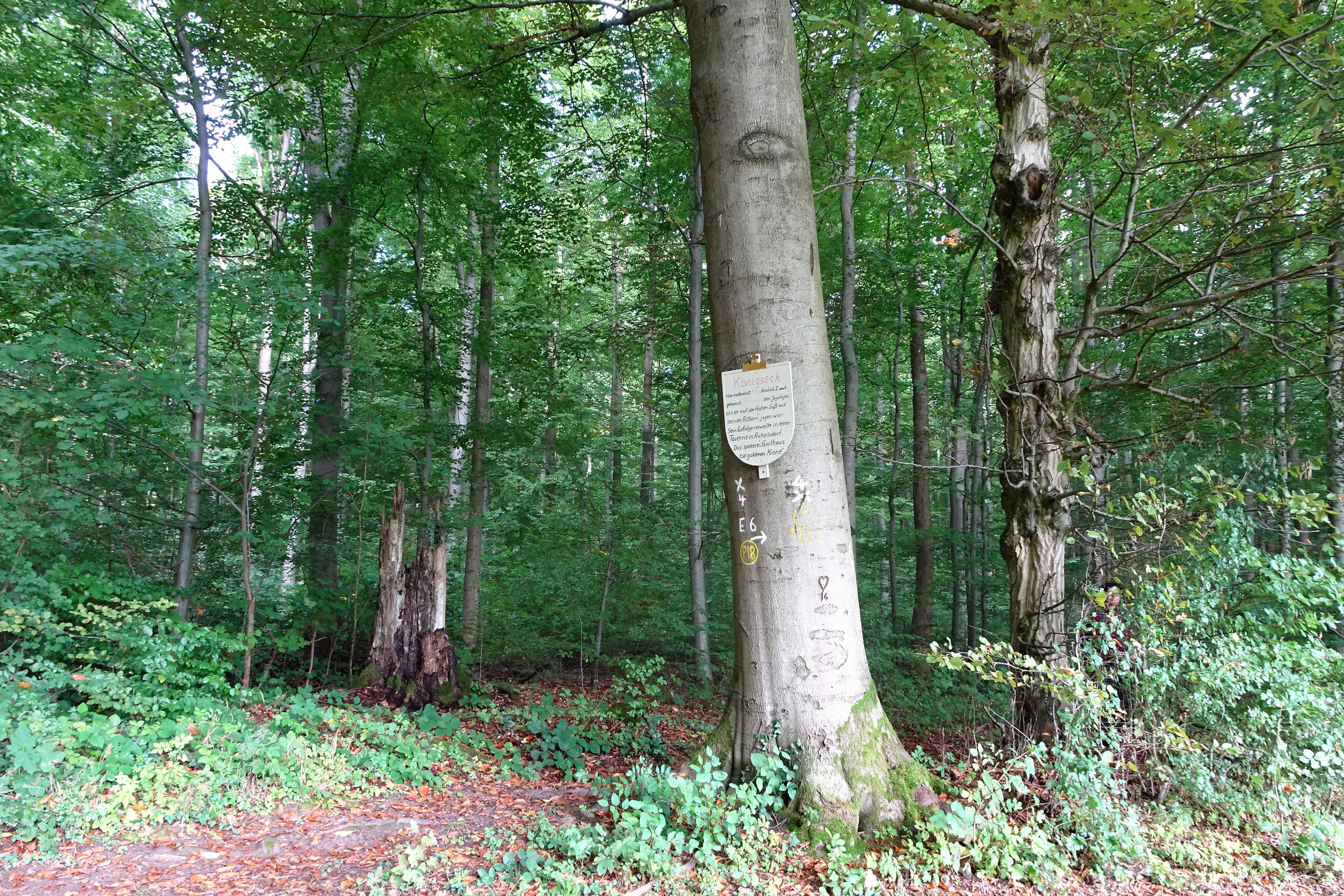
Königseck: Ein Schild erinnert an ein Jagdlager Kaisers Friedrich I., genannt Barbarossa
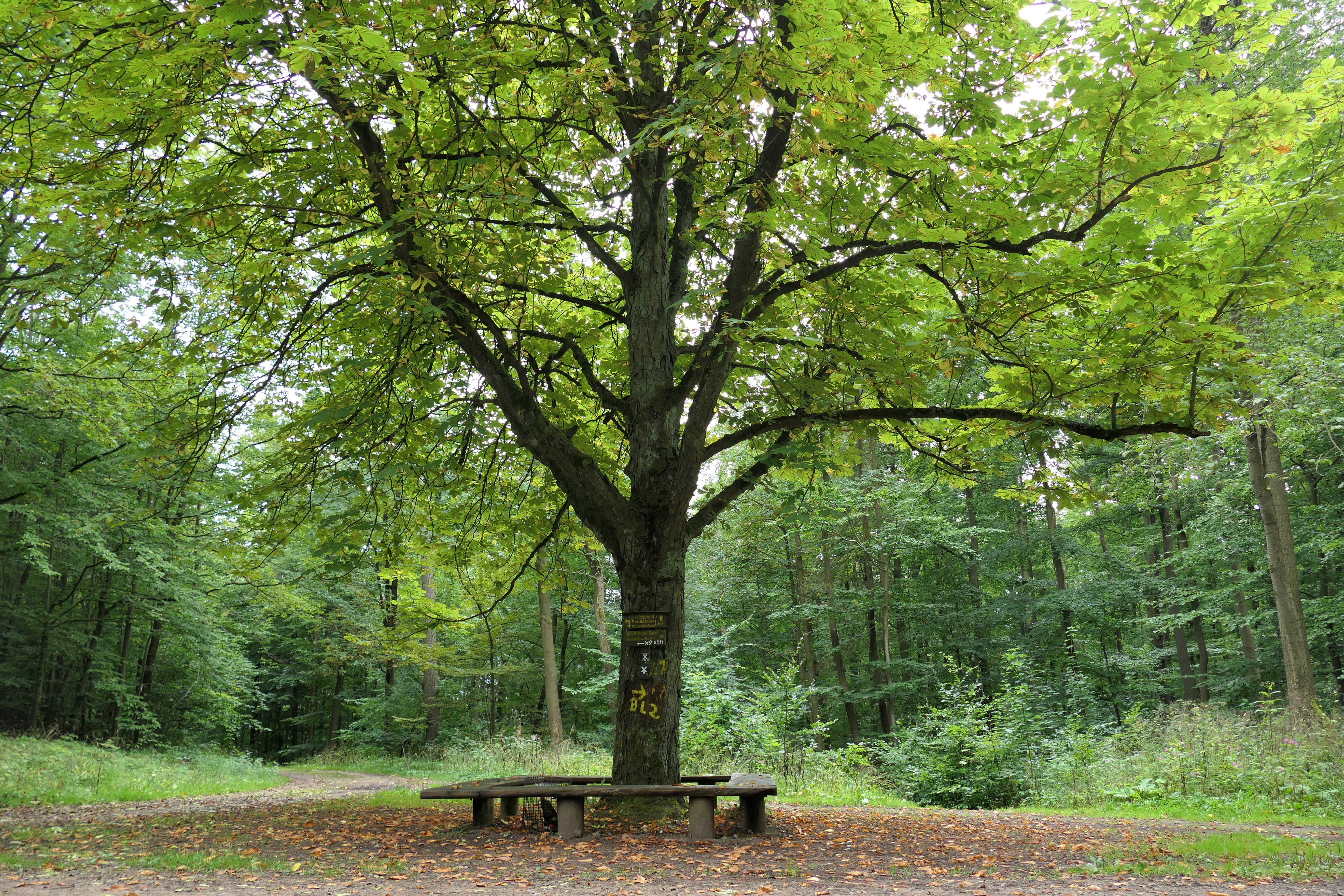
Das „Diebesnest“ im Kreuzungsbereich mehrerer Waldwege

## Unterschutzstellung
Das Waldgebiet südöstlich von Nentershausen wurde im Rahmen der Umsetzung der Fauna-Flora-Habitat-Richtlinie im November 2004 der EU-Kommission für das länderübergreifende ökologische Schutzgebietssystem „Natura 2000“ vorgeschlagen. Die Schutzwürdigkeit wurde mit den großflächigen und geschlossenen Buchenwäldern und den zahlreichen Relikten des spätmittelalterlichen und frühneuzeitlichen Bergbaus auf Kobalt, Kupfer und Schwerspat begründet sowie mit den hier lebenden Fledermäusen, die die alten Bergwerksstollen als Winterquartiere nutzen. Nach der Bestätigung als Gebiet von gemeinschaftlicher Bedeutung im November 2007, forderte die EU neben dem Gebietsmanagement und dem damit verbundenen Monitoring eine förmliche Schutzerklärung, die im Januar 2008 mit der „Verordnung über Natura 2000-Gebiete in Hessen“ erfolgte. Das FFH-Gebiet mit einer Größe von 321 Hektar hat die Gebietsnummer 4925-304 und den WDPA-Code 555520289.
Verpflichtende Schutzzwecke für die Wälder sind die Erhaltung ihrer naturnahen und strukturreichen Bestände mit stehendem und liegendem Totholz, Höhlenbäumen und lebensraumtypischen Baumarten und für Großes Mausohr und Bechsteinfledermaus die Erhaltung der großflächigen, laubholzreichen Waldbereiche als Sommerlebensraum und Jagdhabitate sowie der störungsfreien Winterquartiere.
Der nördliche Teil des FFH-Gebiets ragt in das Landschaftsschutzgebiet „Tannenberg Nentershausen“. Das Gelände um die Tannenburg wurde im Jahr 1941 unter den Schutz des Reichsnaturschutzgesetzes gestellt, um den Bereich vor verunstaltenden Veränderungen zu bewahren. Das Landschaftsschutzgebiet besitzt eine Größe von 46,52 Hektar, hat die nationale Kennung 2632012 und den WDPA-Code 378703.
Das ehemalige Bergbaugebiet im Richelsdorfer Gebirge zwischen den Orten Iba, Süß und Nentershausen zählt zu den historischen Kulturlandschaften, die gemäß dem Bundesnaturschutzgesetz zu erhalten sind. Für das hessische Landesamt für Denkmalpflege sind die zahlreichen Relikte des spätmittelalterlichen und frühneuzeitlichen Bergbaus, wie die Pingenfelder, Halden, Schlackenplätze sowie die Stollenmundlöcher Bodendenkmale von herausragender Bedeutung.

## Touristische Angebote

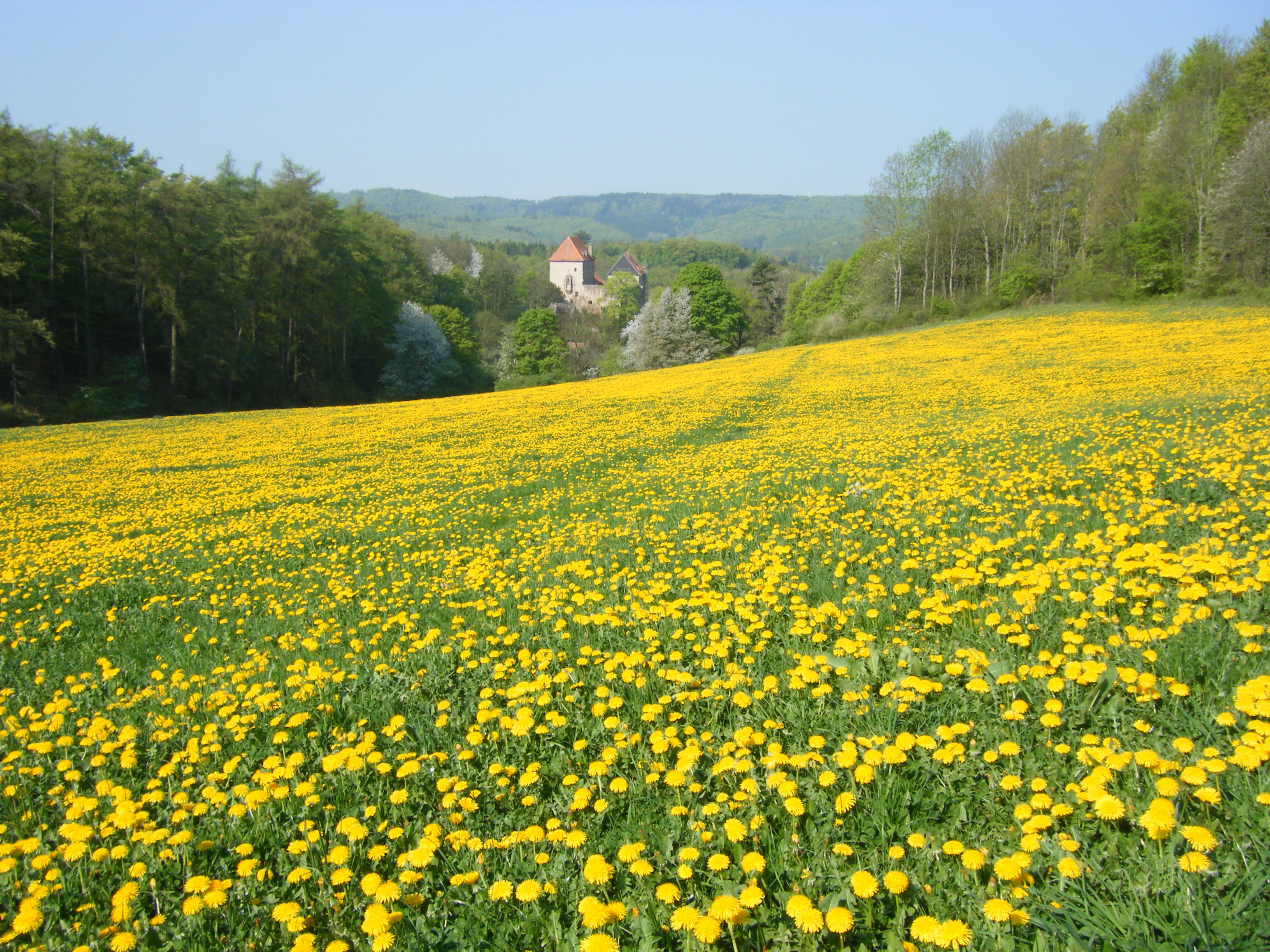
Der nördliche Randbereich des FFH-Gebiets ragt in das Landschaftsschutzgebiet um die Tannenburg

- Am nördlichen Rand des FFH-Gebiets erhebt sich die Burg Tannenberg, die auch Tannenburg genannt wird, auf einem Sporn des Herzbergs. Durch das Engagement des Fördervereins „Freunde des Tannenberg“ wird sie seit 1995 umfangreich restauriert. Der Verein setzt seit dieser Zeit sein Konzept des Ausbaus zu einer „lebendigen Burg“, als ein „Bilderbuch des Mittelalters“ um. Dazu gehören neben den eingerichteten Räumen einer Burg des hohen Mittelalters, auch Backhaus, Imkerei und Werkstätten wie Schmiede und Zimmerei sowie Kräutergarten, Nutztierhaltung und Badehaus. Seit 2002 gibt es ein Wirtshaus auf der Burg, in dem mittelalterliche Bewirtschaftung nachempfunden werden soll.[12]
- Der Premiumwanderweg „P18 Tannenburg“ führt als Rundweg auf teilweise schmalen Waldpfaden durch das Schutzgebiet. Die rund acht Kilometer lange, als mittelschwer eingestufte Tour wurde mit dem Wandersiegel des Deutschen Wanderinstituts ausgezeichnet.[13]
- Der in Hann. Münden beginnende Fernwanderweg Werra-Burgen-Steig Hessen, mit der Wegmarkierung X5 H, verläuft auf seiner letzten Etappe durch das FFH-Gebiet und endet an der Burg. Er wurde im Jahr 2016 von der Zeitschrift „Wandermagazin“ als zweitschönster Wanderweg Deutschlands prämiert.
- Die überregionalen Fernwanderwege Wartburgpfad mit dem Wanderzeichen X9 und Frau-Holle-Pfad mit der Markierung X4 führen durch das Richelsdorfer Gebirge und durchqueren ebenfalls das Schutzgebiet.